# Morte di Attilio Manca

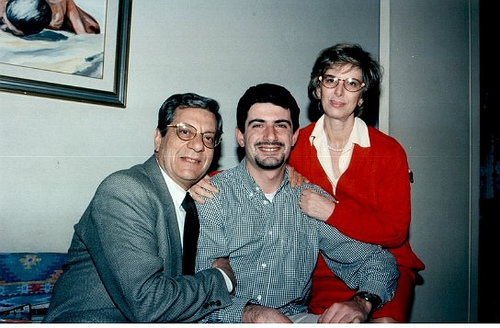
Attilio Manca (al centro) coi genitori Angela e Gino.

La morte di Attilio Manca è avvenuta l'11 febbraio 2004 a Viterbo. Sebbene l'autopsia avesse certificato la presenza nel sangue di eroina, alcol etilico e barbiturici, consentendo di archiviare la morte come suicidio per overdose, i genitori di Manca si sono opposti, sostenendo che il figlio fosse stato ucciso per coprire la latitanza del boss corleonese Bernardo Provenzano.

## La morte
Attilio Manca fu trovato morto nella sua casa di Viterbo alle 11 di mattina del 12 febbraio 2004. Nel suo polso sinistro furono trovati due fori, mentre sul pavimento fu individuata una siringa. Secondo l'inchiesta effettuata subito dopo il ritrovamento del cadavere si sarebbe trattato di un suicidio, ma la ricostruzione fu contestata dai genitori: Attilio Manca, infatti, era mancino. Inoltre le siringhe trovate non riportano alcuna impronta digitale del medico, che di certo non si sarebbe preoccupato di indossare dei guanti o ripulire gli strumenti se intenzionato a suicidarsi. Dunque, secondo i genitori, se fosse stato lui a farlo, non si sarebbe iniettato la droga nel polso sinistro ma in quello destro. La relazione finale del 2022 della Commissione Antimafia sostiene, a supporto di questa tesi, che: "La morte di Attilio Manca è legata a probabili contatti avuti con Bernardo Provenzano".

## Il viaggio di Provenzano a Marsiglia
Nel gennaio 2005 furono pubblicate le intercettazioni ambientali di un dialogo tra due fedelissimi di Bernardo Provenzano, il boss di Villabate, Nicola Mandalà, e Francesco Pastoia, capo-famiglia di Belmonte Mezzagno, nel quale quest'ultimo parlava del viaggio del boss corleonese a Marsiglia nel 2003 per un intervento chirurgico alla prostata e faceva riferimento ad un «dottore che sarebbe andato a trovare Provenzano nel suo rifugio segreto». Il 28 gennaio 2005 Pastoia fu trovato impiccato nella sua cella. Secondo la successiva inchiesta dei magistrati, cui contribuirono i collaboratori di giustizia Mario Cusimano e Francesco Campanella, Provenzano sarebbe stato operato alla prostata alla clinica "La Ciotat" di Marsiglia da un'équipe composta da Philippe Barnaud e dagli specialisti Breton e Bonin.
Durante questo viaggio, secondo la ricostruzione dei genitori di Manca, l'urologo sarebbe entrato in contatto con il capomafia. All'inizio del mese di novembre del 2003, infatti, il medico sarebbe stato a Marsiglia. Secondo la ricostruzione dei genitori, Manca sarebbe stato contattato dalla mafia di Barcellona Pozzo di Gotto per unirsi all'équipe di Barnaud durante l'intervento a Provenzano. Questa versione, tuttavia, è stata rifiutata dal procuratore nazionale antimafia Pietro Grasso, secondo il quale il boss corleonese sarebbe del tutto estraneo alla vicenda.

## La riapertura dell'inchiesta
Il legale della famiglia, l'avvocato Repici, il 17 giugno 2009 ha dichiarato a Radio 24 che le indagini svolte dalla procura di Viterbo sono state lacunose, sia dal punto di vista del controllo delle telefonate, sia dal punto di vista delle indagini vere e proprie, che avrebbero trascurato il ruolo del cugino della vittima Ugo Manca, con precedenti penali legati alla criminalità organizzata. Alla fine del 2008 la procura di Viterbo ha riaperto le indagini.
Il 15 ottobre 2012 per la quarta volta la procura di Viterbo ha chiesto l'archiviazione del caso. Il legale della famiglia Manca ha replicato le teorie della difesa e, supportato da alcune incongruenze investigative, ha affermato che il caso necessita di ulteriori supplementi d'indagine. Nell'ottobre 2013 la famiglia Manca si affida all'avvocato Antonio Ingroia che va così ad assistere il collega Fabio Repici. Il 3 febbraio 2014 il GIP rinvia a giudizio Monica Mileti, la spacciatrice che avrebbe venduto la dose di eroina a Manca per il presunto suicidio. La Mileti è stata condannata in primo grado ma assolta in appello nel 2021 perché "il fatto non sussiste".

## Sviluppi recenti
Il 5 febbraio 2014, a sostegno delle tesi alternative a quella del suicidio, il sito del programma televisivo Servizio pubblico mostra in anteprima le immagini del corpo senza vita del dottor Manca, da cui risultano alcuni segni di una possibile colluttazione. Nell'ottobre 2015 il pentito Carmelo D'Amico, ex capo dell'ala militare di Cosa Nostra barcellonese, rivela che poco dopo la morte di Manca aveva parlato con Salvatore Rugolo, mandante dell'omicidio di Beppe Alfano, che era infuriato con Rosario Cattafi, capo della mafia di Barcellona Pozzo di Gotto, perché riteneva quest'ultimo responsabile dell'omicidio di Manca; Cattafi avrebbe chiesto a Manca di operare Provenzano in seguito alle sollecitazioni di un soggetto non precisato, appartenente ai Carabinieri o ai Servizi segreti.
Nel 2018 alcuni parlamentari pentastellati (i deputati Giulia Sarti, Francesco D'Uva, Fabiana Dadone e i senatori Luigi Gaetti e Mario Michele Giarrusso) presentarono una relazione di minoranza alla Commissione parlamentare antimafia guidata da Rosy Bindi nella quale si "sosteneva l'inconsistenza della ipotesi della morte causata dall'uso di droghe, rafforzata di recente dalle clamorose rivelazioni dell'avvocato di Monica Mileti, Cesare Placanica, il quale ha ammesso che la procura di Viterbo e il pm Petroselli hanno fatto pressioni sulla sua cliente costringendola a confessare di aver dato droga ad Attilio".
Nel giugno 2022 è stata resa nota una intercettazione risalente all'autunno del 2003 nella quale alcuni favoreggiatori di Provenzano parlano della necessità di punire un dottore ("far fare la doccia al dottore") per aver rigettato la richiesta di operare Provenzano.
Nel settembre 2022 la Commissione parlamentare antimafia presieduta da Nicola Morra ha approvato all'unanimità una relazione presentata dalle deputate Piera Aiello e Stefania Ascari in cui si afferma che la morte di Manca "sia imputabile ad un omicidio di mafia e che l’associazione mafiosa che ne ha preso parte (non è chiaro se nel ruolo di mandante o organizzatrice o esecutrice) sia da individuarsi in quella facente capo alla famiglia di Barcellona Pozzo di Gotto".